# James Storm
James Allen Cox (Franklin, 1 de junho de 1977), melhor conhecido pelo nome de ringue James Storm, é um lutador americano de luta livre profissional, que atualmente trabalha para a TNA.
Cox obteve mais sucesso da divisão de duplas da empresa, somando 13 títulos de equipes durante seu tempo na TNA. Seus times de mais sucesso foram America's Most Wanted, no qual ele formou com Chris Harris e Beer Money, Inc., onde participava junto com Bobby Roode. Ao todo, Cox ganhou 20 títulos ao longo de sua carreira, tendo conquistado o TNA World Heavyweight Championship uma vez, o TNA World Tag Team Championship  seis vezes (quatro vezes com Bobby Roode e uma cada com Gunner e Abyss) e o NWA World Tag Team Championship em seis ocasiões (seis vezes com Chris Harris e uma com Christopher Daniels).
Em 2015, o contrato de Cox com a TNA expirou, e ele continuou usando seu ring name James Storm na WWE, no seu território de desenvolvimento NXT , onde apareceu em apenas 2 combates.
Em 2016, Cox retornou a TNA ajudando o seu antigo parceiro de duplas Bobby Roode, retomando a dupla Beer Money, Inc.

## Começo de vida
James Cox foi um wrestler amador enquanto estava no colegial. Ele foi um jogador de basquete talentoso, e foi premiado com uma bolsa para a Austin Peay State University (que ele foi forçado a renunciar depois de uma lesão no ombro).

## Carreira na luta profissional

### Início de carreira (1997-2000)
Cox começou sua carreira no wrestling sendo treinado por Wolfie D, um veterano lutador de tag team em 1995. Sua formação foi prejudicada por um ombro quebrado e Cox, eventualmente, abandonou a escola de treinamento Slash. Ele voltou a treinar com Shane Morton após seu ombro ter sido curado.

### World Championship Wrestling (2000–2001)
Cox frequentou circuitos independentes do sudeste dos Estados Unidos antes de assinar um contrato de desenvolvimento com a World Championship Wrestling (WCW) em 2000. Cox fez várias aparições para a World Championship Wrestling no WCW Worldwide e no WCW Saturday Night em 2000, onde ele adotou o ring name "James Storm". Storm retornou para o circuito independente depois que a WCW foi vendida para a World Wrestling Federation em março de 2001.

## No wrestling
- Movimentos de finalização 
  - Eye of the Storm[8] (Spinning crucifix toss)[9]
  - Eight Second Ride[3] (Spinning bulldog)[10] – 2002–2004, 2015; usado raramente como um movimento secundário antes disso
  - Last Call[3][5] (Superkick)[11]
- Movimentos secundários
  - Closing Time (Double knee facebreaker)[12]
  - Double knee backbreaker[8]
  - Sharpshooter[3]
  - Spear[3]
  - Swinging Noose[3] (Inverted tornado DDT)[13][14] – 2002–2004
- Com Gunner
  - Movimento de finalização da dupla
    - Combinação Front powerslam (Gunner) e running neckbeaker slam (Storm)[15]
- Com Robert Roode/Bobby Roode
  - Movimentos de finalização da dupla
    - DWI – Drinking While Investing[16] (Combinação Powerbomb (Storm) e neckbreaker (Roode))

  - Movimentos secundários da dupla
    - Assisted swinging side slam[17]
    - Catapulta (Roode) em um DDT (Storm)[18]
    - Combinação Clothesline (Roode) e double knee backbreaker (Storm)[19]
    - Double suplex, com teatralidade[20]
    - Scoop slam de Roode seguido por um elbow drops de ambos Roode e Storm[20]
    - Combinação Samoan drop (Storm) e diving neckbreaker (Roode)[21]
    - Combinação Spinning spinebuster (Roode) e double knee backbreaker (Storm)[20]
    - Combinação Wheelbarrow facebuster (Roode) e double knee facebreaker (Storm)[22]
- Com Chris Harris
  - Movimentos de finalização da dupla
    - Death Sentence (Combinação Bearhug (Storm) e diving leg drop (Harris))[23]

  - Double team signature moves
    - Combinação Bearhug e lariat[23]
- Managers
  - Gail Kim[3]
  - Jacqueline[3]
  - Ric Flair[3]
- Alcunhas
  - "The (Tennessee) Cowboy"[3]
  - "The Bearded Outlaw"
- Temas de entrada
  - "Guilty" por Dale Oliver (26 de junho de 2002 – 16 de dezembro de 2006; usado enquanto parte da America's Most Wanted)[24]
  - "Sorry About Your Damn Luck" por Serg Salinas e Dale Oliver (2006–2011)
  - "Take a Fall" por Serg Salinas e Dale Oliver[25] (2009–2011, 2016 - presente; usado enquanto parte do Beer Money, Inc.)
  - "Fortune 4" por Dale Oliver[26] (2010 – 2011; usado enquanto parte do Fortune)
  - "Longnecks & Rednecks" por Serg Salinas e Dale Oliver[27][28] (2011–6 de março de 2014, 2016 - presente)
  - "Cut You Down" por Serg Salinas e Dale Oliver[29] (9 de março de 2014 – 17 de julho de 2014; com Whistle Intro, 24 de julho de 2014 – 28 de junho de 2015)
  - "Game Up" por It's A Date Inc. (NXT; 8 de outubro de 2015 - 2 de dezembro de 2015)

## Campeonatos e prêmios
- Frontier Elite Wrestling

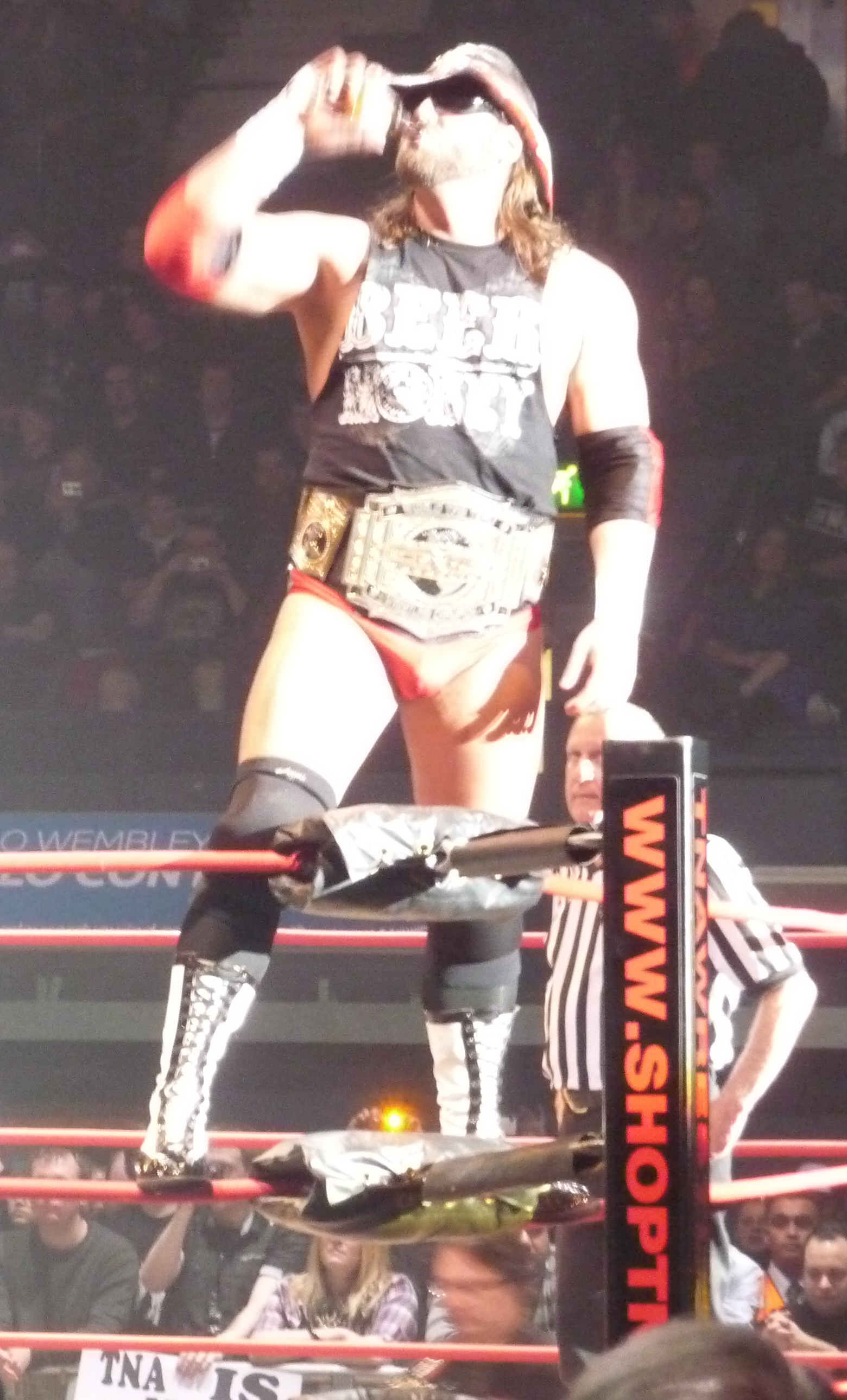
Storm é seis vezes campeão de duplas da TNA e sete vezes campeão de duplas da NWA, todos os títulos conquistados durante sua passagem na TNA.

  - FEW Tag Team Championship (1 vez) – com  Chris Harris
- National Wrestling Alliance
  - NWA North American Tag Team Championship (1 vez) – com Shane Eden[3]
- NWA Shockwave
  - NWA Cyberspace Tag Team Championship (1 vez)[30] – with Chris Harris
- Pro Wrestling Illustrated
  - Dupla do ano (2004) com Chris Harris
  - Dupla do ano (2008, 2011)[31][32] com Robert/Bobby Roode
  - PWI colocou-o em 12º dos 500 melhores lutadores na PWI 500 em 2012[33]
- Total Nonstop Action Wrestling
  - TNA World Heavyweight Championship (1 vez)[34][35]
  - TNA World Tag Team Championship (6 vezes) – com Bobby Roode (4), Gunner (1) e Abyss (1)
  - NWA World Tag Team Championship (7 vezes)[36] – com Chris Harris (6) e Christopher Daniels (1)
  - TNA World Beer Drinking Championship (2 vezes)1[3]
  - TNA Anarchy Alliance Tag Team Tournament (2003) – com Chris Harris
  - Team 3D Invitational Tag Team Tournament (2009) – com Robert Roode[37]
  - TNA Tag Team Championship Series (2010) – com Robert Roode[38]
  - TNA Joker's Wild (2013)
  - TNA World Cup of Wrestling (2013) – com Christopher Daniels, Kazarian, Kenny King e Mickie James
  - Luta do ano (2004) com Chris Harris vs. Christopher Daniels e Elix Skipper no Turning Point[39]
  - Dupla do ano (2003–2004) com Chris Harris[39]
- World Wrestling Council
  - WWC World Tag Team Championship (1 vez)2 – com Cassidy Riley[40]
- Wrestling Observer Newsletter
  - Dupla do ano (2005) com Chris Harris
  - Pior luta do ano (2006) TNA Reverse Battle Royal no TNA Impact![41]
  - Pior luta do ano (2007) vs. Chris Harris em uma luta six sides of steel de vendas no Lockdown

1O título não é reconhecido oficialmente pela TNA.
2 Storm ganhou o campeonato com Riley, mas o defendeu com Chris Harris.